# Camcopter S-100
Der Camcopter S-100 (auch Schiebel S-100 genannt) ist ein 3,11 Meter langer und 110 kg schwerer unbemannter Hubschrauber.

## Geschichte
Der S-100 wurde von 2003 bis 2005 vom Wiener Elektrotechnikunternehmen Schiebel Elektronische Geräte aus den schon seit den 1990er Jahren existierenden Camcopter-Versionen 3.0 bis 5.1 entwickelt und wird seit 2006 serienmäßig in einem neuen Werk in Wiener Neustadt mit rund 100 Stück jährlich hergestellt.
Die Form der Drohne stammt von Gerhard Heufler und erhielt im Jahr 2005 die Auszeichnungen Adolf Loos Staatspreis Design des Bundesministeriums für Wirtschaft und Arbeit und den „Mercur“ der Wirtschaftskammer Wien für die „Innovation des Jahres“.
Im Jahr 2004 wurde der unbemannte Hubschrauber in die Sammlung des Museum of Modern Art (MoMA) in New York City aufgenommen.
Die Bundesluftfahrtbehörde der Vereinigten Staaten (Federal Aviation Administration – FAA) hat im November 2017 auf Antrag der US-amerikanischen Firma Flightscan Corporation für den Camcopter S-100 die Zertifizierung (FAA airworthiness certification) für den nationalen Luftraum erlassen. Das Ziel dieses Projektes ist die Erteilung der FAA-Lufttüchtigkeitszertifizierung für voll funktionsfähige, betriebsfähige unbemannte Luftfahrzeuge. Der Camcopter S-100 ist das erste unbemannte Flugzeug, dessen Zertifizierungsbasis in der Geschichte der Luftfahrt veröffentlicht wurde (siehe „Sonstiges“).

## Konstruktion
Die tragende Struktur der Drohne ist ein Monocoque aus kohlenstofffaserverstärktem Kunststoff, dynamisch stark beanspruchte Teile sind aus Titan geschmiedet. Als Antriebsquelle dient ein 40 kW starker Wankel-Flugzeugmotor. Navigiert wird mit Hilfe eines Satellitennavigationssystems (GPS) und eines Trägheitsnavigationssystems, die unabhängig voneinander agieren. Zur Befestigung der maximal 50 kg Nutzlast sind vier Aufhängungspunkte und eine Nutzlastbucht an der Frontseite vorgesehen. Entwickler und Produzent des Hauptrotorkopfes sowie der Antriebswelle für den Heckrotor ist der österreichische Rennwagen- und Luftfahrzeugausstatter Pankl Racing Systems.

## Funktionsweise und Einsatzmöglichkeiten

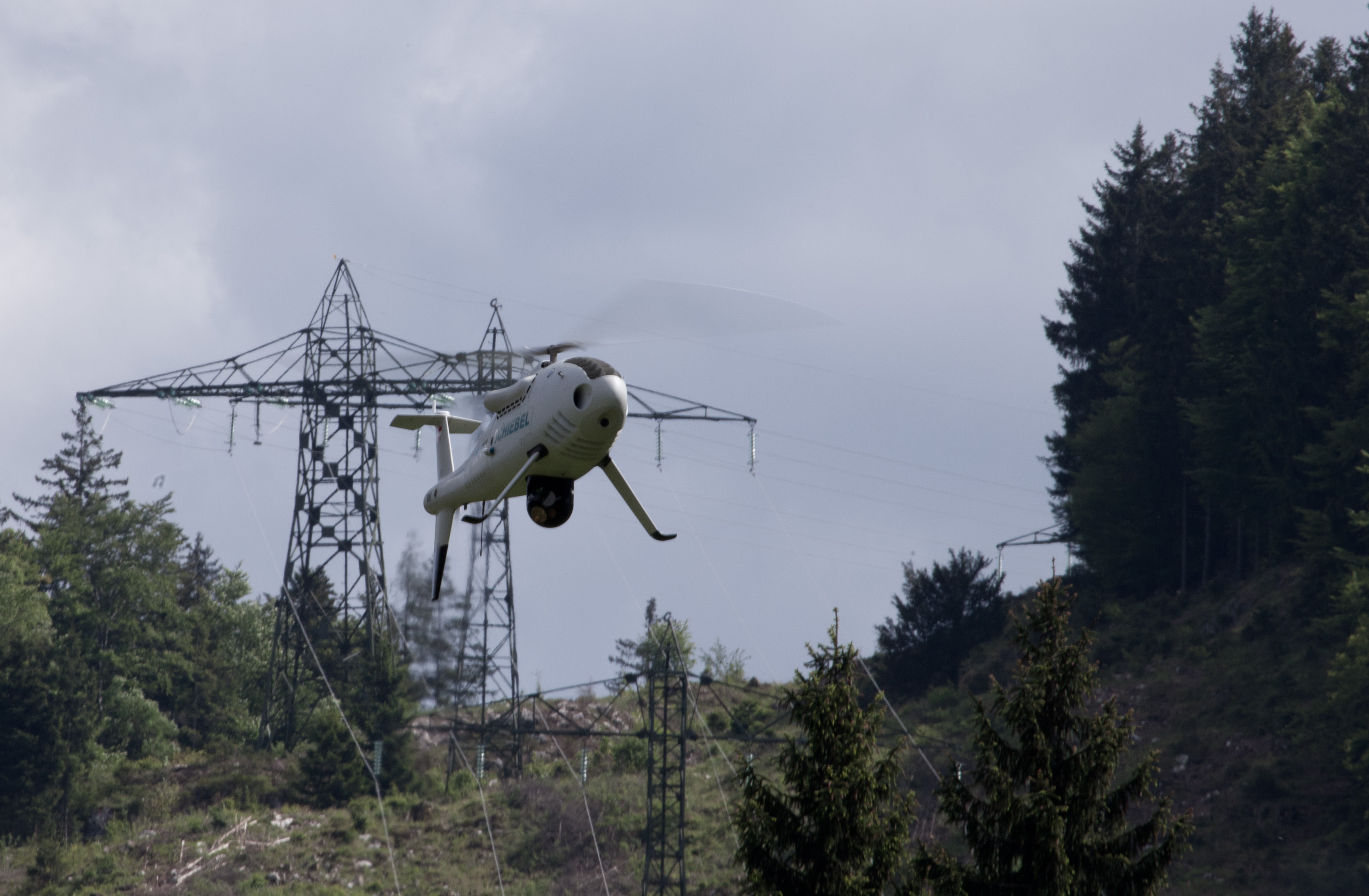
Ein Schiebel Camcopter S-100 bei der Überprüfung von Hochspannungsleitungen in Oberösterreich (2011)

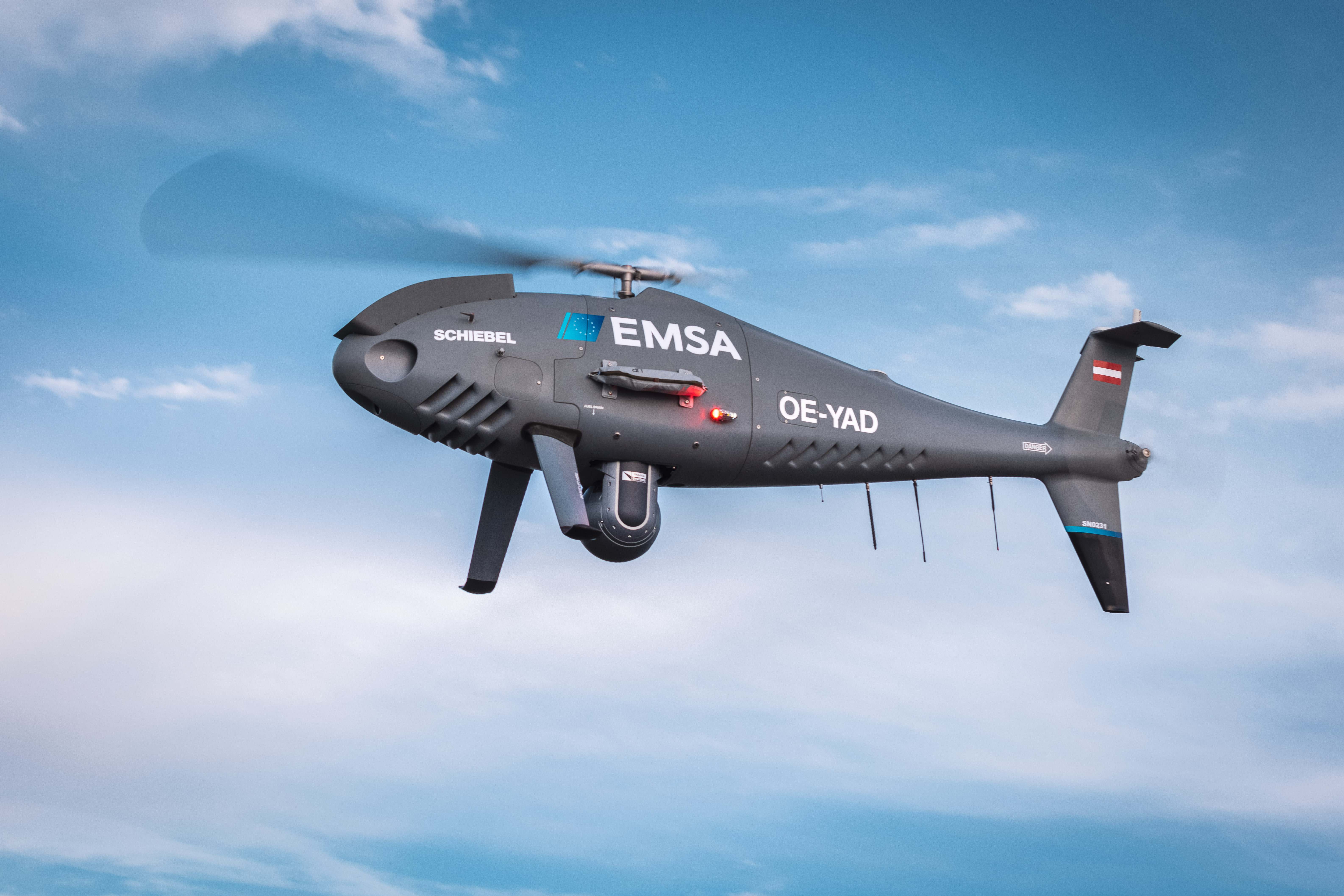
Camcopter S-100 im Einsatz für die European Maritime Safety Agency (EMSA) (2021). Spanische Behörden setzen ferngesteuerte Fluggeräte der EMSA ein, um die allgemeine Meeresüberwachung vor der Küste Galiciens zu verbessern.

Der Camcopter S-100 wird auf eine bestimmte Strecke programmiert, die er daraufhin autonom bis zu 6 Stunden lang abfliegt. Er steuert sich dabei zur Gänze selbst – inklusive Start und Landung – und wird von der Bodenstation, die mittels Funk mit der Drohne in Verbindung steht und seine aktuelle Position sowie Bilder von der oder den am Helikopter montierten Kamera empfängt, lediglich überwacht, aber nicht gesteuert. Zudem kann der Camcopter jederzeit mittels Joystick auch manuell gesteuert werden, wobei die jeweiligen Flugbefehle über den Bordcomputer gerechnet und umgesetzt werden. Der Einsatzradius beträgt rund 200 km.
Wesentlicher Unterschied des Camcopters S-100 zu den meisten anderen unbemannten Fluggeräten am Markt ist, dass er keine Start- und Landebahn benötigt, sich stationär in der Luft aufhalten, in enge Täler einfliegen und auch bei starkem Wind selbstständig und sicher landen kann.
Anwendungsmöglichkeiten des unbemannten Mini-Helikopters, welcher mit bis zu 50 kg Zuladung z. B. mit verschiedenen Kameras oder anderen Sensorplattformen mit Lidar oder Bodenradar ausgestattet werden kann, sind im zivilen Bereich die Infrastruktur- und Ressourcenüberwachung, die Luftkartierung, die routinemäßige Überwachung von Pipelines, Wasser-, Strom- und Kommunikationsleitungen, sowie großen Betriebsgeländen und -anlagen, die Hilfe bei der Suche nach vermissten Personen (z. B. mit Wärmebildkameras), der humanitäre Einsatz, wie z. B. Lieferung von Hilfsgütern, sowie Filmaufnahmen. Ebenso ist ein Einsatz als Kampfdrohne möglich. Die Absatzmärkte des Camcopters S-100 im militärischen Bereich liegen in der Aufklärung feindlicher Anlagen mittels Wärmebildkameras, als Trägersystem für kleinere Luft-Boden-Raketen, wie der Thales LMM, der Feuerleitung der Artillerie, die Unterstützung von militärischen Kommunikationsnetzen im Kampfeinsatz als Relaisstation und der Frontüberwachung.

## Nutzer
- Vereinigte Arabische Emirate
- Volksrepublik China

Etwa 80 Stück des Gerätes wurden an die Vereinigten Arabischen Emirate verkauft (VAE-Bezeichnung „Al Saber“). Weiters vier Stück an die Khamis Brigade, der ehemaligen Leibwache von Muammar al-Gaddafi in Libyen. Zwei Drohnen an Jordanien und weniger als 19 Stück an die chinesische Volksbefreiungsarmee. Die Lieferungen an die chinesische Volksbefreiungsarmee erregten 2012 wegen des Verdachtes auf Umgehung des EU-Waffenembargos mediales Interesse, da Bilder vom Betrieb der Drohne vom Deck chinesischer Kriegsschiffe veröffentlicht wurden.
Im Oktober 2014 gab die OSZE bekannt, dass sie für ihre Beobachtermission in der Ukraine einen Vertrag mit Schiebel geschlossen habe. Schiebel betreibt demnach die unbewaffneten S-100-Drohnen unter direkter Aufsicht der OSZE. Die Drohnen wurden bereits kurz nach Einsatzbeginn zum Ziel von Gegenmaßnahmen: Eine wurde am 2. November 2014, rund 15 km östlich von Mariupol über Separatistengebiet, mit einem Flugabwehrgeschütz beschossen, die andere war einige Tage zuvor zum Ziel elektronischer Gegenmaßnahmen geworden, die als Scrambling oder als GPS-Störsender beschrieben wurden. Anfang Juli 2015 gestand ein Vertreter der Volksrepublik Donezk, dass seine Seite über fortschrittliche elektronische Gegenmaßnahmen verfüge und die S-100 versehentlich zum Ziel von Störmaßnahmen geworden sein könnten, weil man sie mit Drohnen der Gegenseite verwechselt habe.
Das Bundesamt für Seeschifffahrt und Hydrographie und die Europäische Agentur für die Sicherheit des Seeverkehrs nutzen seit Ende April 2022 Drohnen dieses Typs, um in der Ostsee Abgase von Schiffen auf ihren Schwefeldioxidgehalt zu überprüfen. Die Drohnen werden von der norwegischen Firma Nordic Unmanned betrieben. Wenige Tage nach Aufnahme der Flüge stürzte eines der Geräte vor Fehmarn ins Meer.

## Technische Daten
| Kenngröße                                      | Daten                                                                                 |
| ---------------------------------------------- | ------------------------------------------------------------------------------------- |
| Gesamtlänge                                    | 3,11 m                                                                                |
| Höhe                                           | 1,04 m                                                                                |
| Breite                                         | 0,50 m (ohne Landevorrichtung) 1,24 m (mit Landevorrichtung)                          |
| Rotordurchmesser                               | 3,40 m                                                                                |
| Nutzlast                                       | 50 kg (110 lb)                                                                        |
| Leermasse                                      | 110 kg (243 lb)                                                                       |
| max. Startmasse                                | 200 kg (441 lb)                                                                       |
| Höchstgeschwindigkeit                          | 130 kn (241 km/h)                                                                     |
| typ. Fluggeschwindigkeit (maximale Flugdauer)  | 55 kn (102 km/h)                                                                      |
| typ. Fluggeschwindigkeit (maximale Reichweite) | 120 kn (222 km/h)                                                                     |
| max. Flughöhe                                  | 18.000 ft (5.486 m) unter ISA-Bedingungen                                             |
| Flugdauer                                      | 6 h bei normaler Fluggeschwindigkeit und 34 kg Zuladung (10 h mit zusätzl. Außentank) |
| Triebwerke                                     | 1 × Wankelmotor Austro Engine AE-50R, 41 kW                                           |

## Sonstiges
- Die Deutsche Marine erprobte den Camcopter S-100 im Jahr 2008 und plante die Beschaffung für den Einsatz auf den Korvetten der Braunschweig-Klasse.[18][19] Es kam jedoch zunächst zu keinem Kauf, stattdessen startete 2013 ein neues Auswahlverfahren mit erweitertem Kandidatenfeld.[20]
- Im Juni 2010 flog der Camcopter S-100 als erster unbemannter Drehflügler auf der ILA Berlin.[21]
- Im Mai 2011 überprüfte der Camcopter S-100 Hochspannungsleitungen in Oberösterreich.[22]
- Im November 2010 unterstützte der Camcopter S-100 die Sicherheitsmaßnahmen rund um den G-20 Gipfel in Seoul.[23]
- Im April 2012 fanden die ersten Testflüge des Camcopter S-100 mit einer integrierten Cineflex-Kamera statt.[24]
- Im Mai 2012 stürzte eine Drohne in Südkorea während eines Tests auf ein Kontrollfahrzeug, dabei kam ein Ingenieur ums Leben.[25]
- Im September 2013 überprüfte der S-100 Hochspannungsleitungen in Auckland, Neuseeland für das Unternehmen Transpower.[26]
- 2014 – Während der gesamten Olympischen Spiele – der XXII Winterspiele und Paralympics – unterstützte der Camcopter S-100 die Sicherheitsmaßnahmen rund um das olympische Dorf in Sotschi.[27]
- Die Rettungsorganisation Migrant Offshore Aid Station (MOAS) benutzt auf ihrem Schiff zwei S-100 Drohnen[28]
- Im Oktober 2015 veröffentlichte die österreichische Post eine neue Sondermarkenserie „Design Austria“ mit dem Camcopter S-100 als Motiv der ersten Briefmarke dieser Serie.[29]
- November 2017 – Zum ersten Mal in der Geschichte der Luftfahrt hat die Bundesluftfahrtbehörde der Vereinigten Staaten (Federal Aviation Administration – FAA), auf Antrag der US-amerikanischen Firma Flightscan Corporation, am 16. November 2017 Lufttüchtigkeitskriterien (FAA airworthiness criteria) zur Integration des Camcopter S-100 in den nationalen Luftraum erlassen.[4] FlightScan beantragte die FAA-Zertifizierung des S-100 im Juni 2015 gemäß den speziellen Klassenbestimmungen unter Teil 21.17 (b)[30] der FAA-Vorschriften. Seither arbeitet die FAA mit Flightscan Corporation an der Entwicklung von Lufttüchtigkeitskriterien für die sichere Integration des S-100.

## Museale Rezeption
- Ein Camcopter S-100 ist in der Militärluftfahrtausstellung Zeltweg im Hangar 8 des Fliegerhorst Hinterstoisser ausgestellt, einer Außenstelle des Wiener Heeresgeschichtlichen Museums.[31]
- Der Camcopter S-100 ist seit Mai 2014 im MAK (Museum für angewandte Kunst) DESIGN LABOR in Wien ausgestellt.[32]
- Seit November 2014 ist der Camcopter S-100 Teil der Dauerausstellung „Mobilität“ im Wiener Technischen Museum.[33]
- Die tschechische Künstlerin Magdalena Jetelová verwendete den Camcopter S-100 in einer Kunstinstallation im Rahmen der Ausstellung „Vienna for Art’s Sake!“ im Winterpalais, Wien (27. Februar 2015 bis 31. Mai 2015).[34]